# Hanna Rek (1960)
Hanna Rek - pierwszy minialbum Hanny Rek wydany przez Polskie Nagrania i Pronit w 1960 roku. Album zawierał nagrania artystki dokonane w 1960 roku w studio Polskich Nagrań w Warszawie. Stanowi pierwsze wydawnictwo solowe Hanny Rek.

## Lista utworów
Strona a:
1. Złoty pierścionek (Jerzy Wasowski - Roman Sadowski)
2. Oczy (Jerzy Wasowski - Bronisław Brok)

Strona b:
1. Tipitipitipso (Heinz Gietz - Anna Jakowska)
2. W twoje ręce (Piotr Leśnica - Edward Fiszer)

## Płyty szelakowe z nagraniami z minialbumu Hanna Rek (1960)
- 1960 – Muza 3358 - W twoje ręce[3]
- 1960 – Muza 3360 / Pronit 3360 - Złoty pierścionek[4]

## Muzycy
- Hanna Rek - śpiew
- Zespół Instrumentalny Bogusława Klimczuka - akompaniament